# Phlugis rhodophthalmus
Phlugis rhodophthalmus är en insektsart som beskrevs av Cândido Firmino de Mello-Leitão 1940. 
Phlugis rhodophthalmus ingår i släktet Phlugis och familjen vårtbitare. Inga underarter finns listade i Catalogue of Life.